# HD47152
HD47152 — подвійна зоря. 
Ця подвійна система має видиму зоряну величину в смузі V приблизно 6,2.
Вона розташована на відстані близько 421,4 світлових років від Сонця.

## Подвійна зоря
Головна зоря цієї системи належить до хімічно пекулярних зір й має спектральний клас A0.
В той же час спектральний клас іншої компоненти залишається  ще не визначеним.

## Фізичні характеристики
Зоря HD47152 обертається 
порівняно повільно 
навколо своєї осі. Проєкція її екваторіальної швидкості на промінь зору становить  Vsin(i)= 33км/сек.

## Пекулярний хімічний вміст
HD47152 належить до ртутно-манганових зір й її зоряна атмосфера має підвищений вміст Hg та Mn.